# باشگاه ورزشی بیرشات
باشگاه ورزشی بیرشات (انگلیسی: Beerschot A.C.) یک باشگاه فوتبال بلژیکی بود که در سال ۲۰۱۳ منحل شد.

## انحلال
زمانی که آنها از طریق جایگاه خود در لیگ سقوط کردند، مجوز حرفه ای خود را نیز به دلیل مسائل مالی از دست دادند و در ۲۱ مه ۲۰۱۳، یک هفته پس از پایان فصل، رسماً اعلام ورشکستگی نمودند.